# Sant'Antonio da Padova alla Circonvallazione Appia

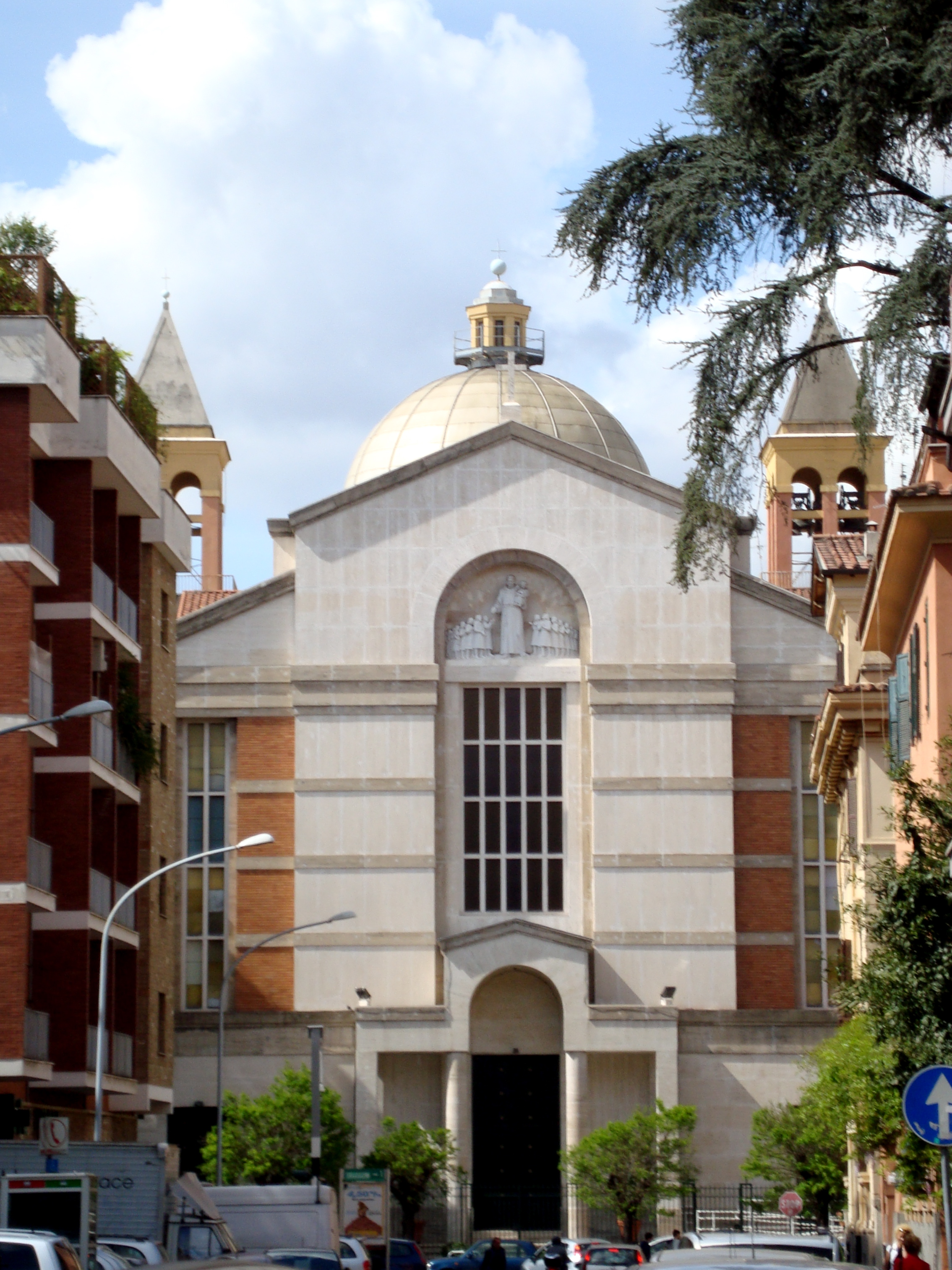
Vista da igreja.

Sant'Antonio da Padova alla Circonvallazione Appia é uma igreja de Roma localizada na Via Circonvallazione Appia, no quartiere Appio-Latino. É dedicada a Santo Antônio de Pádua. O cardeal-diácono protetor do título cardinalício de Santo Antônio de Pádua na Circonvallazione Appia é Karl-Josef Rauber, núncio apostólico emérito na Bélgica e Luxemburgo.

## História
Esta igreja não era originalmente paroquial e foi construída em 1938 como parte de um grande complexo conventual por Alessandro Villa. Este complexo era parte do estabelecimento, em Roma, do nova congregação religiosa fundada por Santo Aníbal Maria di Francia no final do século XIX, cujos membros são ainda hoje conhecidos como "rogacionistas". A igreja tinha o carisma duplo do Sagrado Coração de Jesus para os que tinham a vocação para o sacerdócio e a vida consagrada e o cuidado para com os destituídos de qualquer raça ou credo, especialmente os órfãos.
Santo Aníbal era um nobre de Messina, na Sicília, que se tornou um padre do clero diocesano em 1878 e ficou chocado com a profunda pobreza material e cultural das massas camponesas vindo para a cidade; finalmente, em 1883. Aníbal fundou o primeiro dos "Orfanatos de João" com o patrocínio de Santo Antônio. Em 1887, ele fundou a congregação das Filhas do Divino Zelo (FDZ) para ajudar com a obra e, dez anos depois, sua contraparte masculina, conhecida como "Rogacionistas do Coração de Jesus" (RCI), além de um instituto secular para clérigos e leigos.
As irmãs chegaram em Roma algum tempo antes de seus irmãos, em 1924. Elas criaram um grande complexo que ficava na época num local isolado entre a Via Latina e a Via Appia Nuova, e fundaram o "Istituto Antoniano" como um orfanato para garotas e a escola "Annibale Maria di Francia" como uma escola. Ambas ainda funcionam num vasto convento arranjado simetricamente à volta de dois pátios com a igreja no centro.
A paróquia só foi criada em 1 de março de 1988 e ficou a cargo dos rogacionistas, que viviam no convento nas imediações (atualmente chamado de Santi Antonio e Annibale Maria, desde 1947. Em 18 de fevereiro de 2012, o papa Bento XVI instituiu o título cardinalício de Santo Antônio de Pádua na Circonvallazione Appia.

## Descrição
Esta igreja se apresenta através de uma grande fachada com três janelas verticais e um grupo de esculturas chamado "Santo Antônio Socorre os Órfãos". A igreja é coroada por uma cúpula flanqueada por dois campanários terminados em cúspides. O interior tem três naves separadas por pilares e um matroneu. A abside simples é iluminada pela luz que entra pela cúpula.